# Sassonia-Weimar
Sassonia-Weimar (in tedesco: Sachsen-Weimar) fu il nome di un ducato della Turingia (Germania centrale) appartenente al Sacro Romano Impero. La capitale fu Weimar. È uno dei ducati sassoni nato dalla divisione dei possedimenti della Branca ernestina della Casata di Wettin.

## Storia
Nel XV secolo gran parte dell'attuale Turingia, inclusa l'area attorno a Weimar, fu nelle mani della dinastia dei Wettin, Principi-Elettori di Sassonia. Nel 1485 le terre dei Wettin vennero divise, con le terre di Turingia passate al ramo ernestino della famiglia, che ottenne a sua volta il titolo di elettore. Quando Giovanni Federico I di Sassonia venne sconfitto e catturato da Carlo V d'Asburgo nel 1547 e venne privato dell'elettorato, gli vennero lasciate le terre della Turingia. Nel 1572 i ducati ernestini vennero divisi nei ducati di Sassonia-Weimar e Sassonia-Gotha.
Nei secoli successivi i ducati vennero smembrati e riuniti ma rimasero sempre entro i domini della famiglia Wettin. Nel 1741 il Duca Ernesto Augusto I di Sassonia-Weimar ereditò il Ducato di Sassonia-Eisenach. Ernesto Augusto II, che gli succedette nel 1748, morì nel 1758, e la sua giovane vedova, Anna Amalia, venne nominata reggente e tutrice del figlio Carlo Augusto. La reggenza di Anna Amalia contraddistinse uno dei periodi più floridi per il ducato, dal momento che ella divenne patrona di filosofi e scrittori come Goethe, Schiller e Herder, facendo di Weimar uno dei centri culturali più importanti della Germania.
Carlo Augusto si alleò con la Prussia nella Terza Coalizione antifrancese e dopo la sconfitta della Battaglia di Jena, nel 1806 entrò nella Confederazione del Reno. Nel 1809 Sassonia-Weimar e Sassonia-Eisenach, che erano stati uniti, vennero formalmente inclusi nel Ducato di Sassonia-Weimar-Eisenach, del quale seguirono gli avvenimenti storici.

## Duchi di Sassonia-Weimar
- Giovanni Guglielmo (1554–1573)
- Federico Guglielmo I (1573–1602)
- Giovanni (1602–1605)
- Giovanni Ernesto I (1605–1620)
- Guglielmo (1620–1662). Divenne dapprima reggente (1620) quando Giovanni Ernesto I venne privato del proprio titolo dall'Imperatore Ferdinando II d'Asburgo all'inizio della Guerra dei Trent'anni e ne assunse la dignità sino alla di lui morte nel 1626, assurgendo poi al titolo ducale sino al 1662.
- Giovanni Ernesto II (1662–1683)
- Guglielmo Ernesto (1683–1728) con
  - Giovanni Ernesto III (1683–1707)
- Ernesto Augusto I (1707–1748)  anche duca di Sassonia-Eisenach
- Ernesto Augusto II (1748–1758)   duca di Sassonia-Weimar-Eisenach
- Carlo Augusto (1758–1809) duca di Sassonia-Weimar-Eisenach

Unito col Ducato di Sassonia-Eisenach per formare il Ducato di Sassonia-Weimar-Eisenach